# Adeyinka Gladys Falusi
Adeyinka Gladys Falusi, FAS NPOM, es una profesora nigeriana de hematología y exdirectora del Instituto de Búsqueda Médica Adelantada y Formación, Universidad de Medicina, Universidad de Ibadán.
Especializada en genética humana, bioética y genética molecular relacionando a enfermedades de sangre hereditaria como la anemia de células falciforme y alfa-talasemia.

## Biografía
Creció en Ekiti, sudoeste de Nigeria. Obtuvo una licenciatura en química y el doctorado (Ph. D) en hematología.
La profesora Falusi es cofundadora de Asociación de Células Falciformes de Nigeria (SCAN) como fundadora, a partir de 2013, ha sido presidenta de la Fundación Alive Cell Hope de células falciformes. En 2001, fue nombrada rectora de la Universidad de Ibadán y Hospital Universitario Universitario Comité de Revisión Institucional, el mismo año ganó el Premio L'Oréal-UNESCO a Mujeres en Ciencia. Sirvió en aquella posición 4 años y en 2005,  devino coordinadora para Nigeria Networking para Ethics de Estudios Biomédicos en África.
En 2005, le fue otorgada la Orden de Productividad Nacional de Mérito y en 2009, elegida amiga de la Academia nigeriana de Ciencia, la organización top científica en Nigeria.
En 2013, el Ekiti Premio de Mérito Estatal y fue condecorada por Kayode Fayemi, el gobernador de Ekiti Estado. Le fue dado el Acceso a Cuidado Básico (ABC) Premio de Personalidad Señalada por promover el bienestar de pacientes de células falciformes en 2014. Ha investigado y publicado en genética de algunas no-comunicables enfermedades como cánceres de mama, asma, malaria y específicamente la hemoglobinopatía de enfermedad de célula falciforme y la talasemia y otras modificaciones genéticas. Tiene más de 60 artículos de revistas y capítulos de libros, 50 resúmenes y 80 artículos en conferencias y proceedings. Actualmente se centra en concienciación y educación del público sobre enfermedad de células falciformes (Ref. Iniciativa de Salud Nacional para poblaciones rurales (HIRD) en Oyo Nigeria Estatal - www.schafng.org).